# Campeonato Chileno de Futebol de 1996 - Segunda Divisão
O Campeonato Chileno de Futebol de Segunda Divisão de 1996 foi a 45ª edição do campeonato do futebol do Chile, segunda divisão, no formato "Primera B". Os 16 clubes jogam em turno e returno. Os dois primeiros são promovidos para o Campeonato Chileno de Futebol de 1997 Apertura. O terceiro e o quarto lugares jogam uma ligilla de promoção com os dois penúltimos colocados (Club de Deportes Temuco e Club Deportivo Palestino). O último colocado era rebaixado para o Campeonato Chileno de Futebol de 1997 - Terceira Divisão.

## Participantes
| Equipe                                        | Cidade                                                   | Região                           | No ano anterior                                                      | Estádio                                       | Capacidade | Títulos        | Participações |
| --------------------------------------------- | -------------------------------------------------------- | -------------------------------- | -------------------------------------------------------------------- | --------------------------------------------- | ---------- | -------------- | ------------- |
| Club de Deportes Puerto Montt                 | Puerto Montt                                             | Região de Los Lagos              | Décimo Primeiro Lugar                                                | Estádio Regional de Chinquihue                | 5.300      | 0 (não possui) | 14            |
| Club Deportivo Arica                          | Arica                                                    | Região de Tarapacá               | Décimo Quinto Lugar                                                  | Estádio Carlos Dittborn                       | 10.000     | 1 (1981)       | 15            |
| Colchagua Club de Deportes                    | San Fernando                                             | Região de O'Higgins              | Sexto Lugar                                                          | Estádio Municipal Jorge Silva Valenzuela      | 5.900      | 0 (não possui) | 33            |
| Club de Deportes Unión San Felipe             | San Felipe                                               | Região de Valparaíso             | Quarto Lugar                                                         | Estádio Municipal de San Felipe               | 18.500     | 1 (1970)       | 23            |
| Unión Santa Cruz                              | Santa Cruz                                               | Região de O'Higgins              | Nono Lugar                                                           | Estádio Municipal Joaquín Muñoz García        | 4.500      | 0 (não possui) | 10            |
| Club de Deportes Ñublense                     | Chillán                                                  | Região de Bío-Bío                | Oitavo Lugar                                                         | Estádio Bicentenário Municipal Nelson Oyarzún | 12.000     | 1 (1976)       | 30            |
| Club Deportivo Arturo Fernández Vial          | Concepción                                               | Região de Bío-Bío                | Terceiro Lugar                                                       | Estádio Municipal de Concepción               | 35.000     | 1 (1982)       | 5             |
| Club de Deportes Ovalle                       | Ovalle                                                   | Região de Coquimbo               | Décimo Lugar                                                         | Estádio Municipal de Ovalle                   | 8.000      | 0 (não possui) | 29            |
| Club de Deportes Iquique                      | Iquique                                                  | Região de Tarapacá               | Décimo Segundo Lugar                                                 | Estádio Municipal de Iquique                  | -----      | 0 (1979)       | 6             |
| Club de Deportes Melipilla                    | Melipilla                                                | Região Metropolitana de Santiago | Décimo Quarto Lugar                                                  | Estádio Municipal Roberto Bravo Santibáñez    | 5.500      | 0 (não possui) | 3             |
| Deportes Linares                              | Linares                                                  | Região de Maule                  | Décimo Terceiro Lugar                                                | Estádio Fiscal de Linares                     | 7.000      | 0 (não possui) | 33            |
| Club Social de Deportes Rangers               | Talca                                                    | Região de Maule                  | Quinto Lugar                                                         | Estádio Fiscal de Talca                       | 8.324      | 2 (1988, 1993) | 12            |
| Club Deportes Cobresal                        | Localidade de El Salvador, na comuna de Diego de Almagro | Região de Atacama                | Terceiro Lugar                                                       | Estádio El Cobre                              | 8.000      | 1 (1983)       | 7             |
| Club Deportivo Magallanes                     | Maipú                                                    | Região Metropolitana de Santiago | Acesso pelo Campeonato Chileno de Futebol de 1995 - Terceira Divisão | Estádio Independência                         | 13.500     | 0 (não possui) | 13            |
| Corporación Deportiva Everton de Viña del Mar | Viña del Mar                                             | Região de Valparaíso             | Rebaixado do Campeonato Chileno de Futebol de 1995                   | Estádio Sausalito                             | 25.000     | 0 (não possui) | 4             |
| Club de Deportes La Serena                    | La Serena                                                | Região de Coquimbo               | Rebaixado do Campeonato Chileno de Futebol de 1995                   | Estádio La Portada                            | 18.500     | 2 (1957, 1987) | 14            |

## Campeão
| Campeão Chileno Segunda Divisão 1996                                  |
| --------------------------------------------------------------------- |
| Club Social y de Deportes Concepción (Concepción) (2º título) Campeão |